# 長崎西洋館

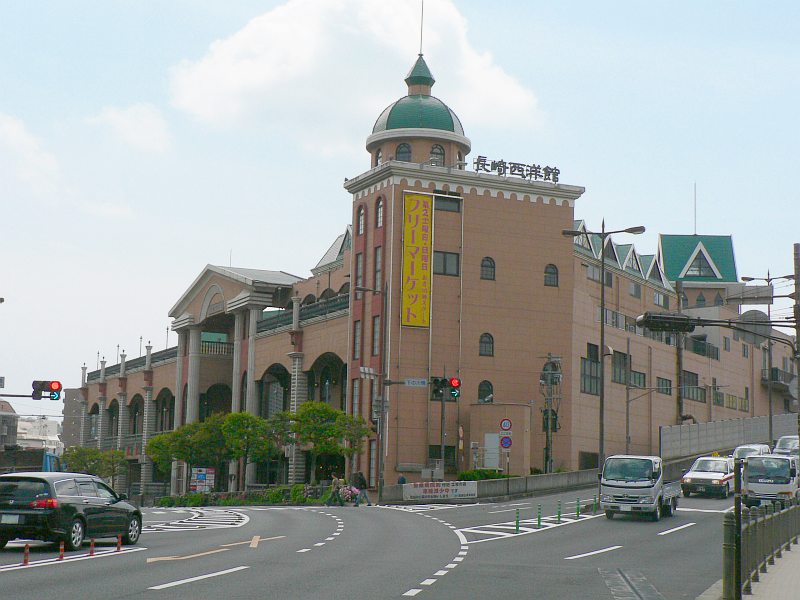
長崎西洋館（北側、長崎電気軌道トンネルは右側高架道路の下を通る）

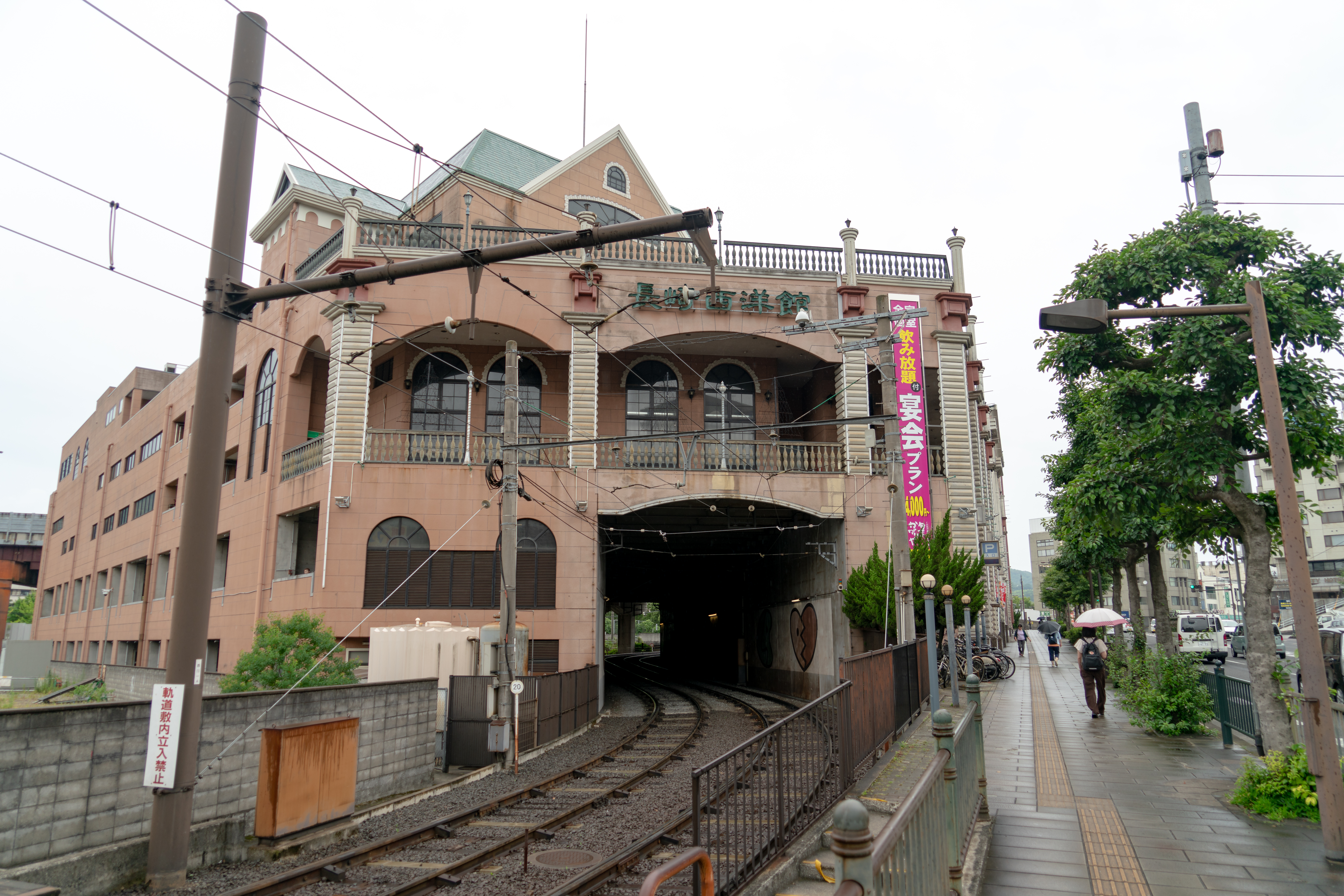
南側（2019年6月）

長崎西洋館（ながさきせいようかん）は、長崎県長崎市川口町にあった商業施設。所在地は長崎県長崎市川口町13-1。西洋館の3階に本部を置く、長崎電気軌道の子会社である株式会社ナガデンクリエイトが運営していた。

## 概要
敷地はかつて、1978年より長崎電気軌道が月極駐車場として営業を行なっていたものである。1985年に「ナガサキアーバンルネッサンス構想2001」が策定され、浦上川沿いに高架道路が架設されることに伴い、それまで国道沿いにあった線路を移設することになった。移設した線路が社有地を分断する形になったため、月極駐車場跡地を有効活用すべく計画された。1990年11月30日より営業を行っている。
建物は地上3階建で地下2階という造りで、建物内部は路面電車が通り抜けるトンネルになっていた。建物内部を路面電車が通り抜ける構造は、商業ビルとしては日本初のものである。ココス（西洋館店。2008年3月11日よりサンデーサンから転換）などの飲食店や輸入品を販売する店などが入居していたほか、各種イベントも開催された。建物はその名の通り西洋風の外観で、クリスマスなどの祭事には夜間に電灯でのイルミネーションが施されることがあった。
3階には、本社にあった路面電車資料室を移転し、2010年4月30日に開設された長崎路面電車資料館があった。
行われている各種イベントには長崎西洋館フリーマーケットやコンサートがあり、主に2階部分を占めるイベントホールおよび特設会場にて開催される。2011年10月16日には全日本プロレスの興行も行われた。
所在地は長崎原爆が落下した中心地に近接し、国道206号沿いであるほか、南側には建物内を通り抜けている長崎電気軌道原爆資料館電停が隣接していた。

## 閉鎖と解体
新型コロナウイルス感染症（COVID-19）流行の影響もありテナントの撤退が続き、2022年6月時点で約30区画のうち約10区画が空いており、2023年5月末で閉鎖された。
長崎電気軌道では土地建物の売却も検討しているが、建物内を通過する路面電車の軌道変更の予定はないとしており、建物の取り壊しや改装をする場合には安全運行の維持が前提となるとした。
2023年8月にJR九州が長崎電気軌道から土地と建物を購入して解体工事に着手した。
2024年6月以降は、路面電車の線路の真上に当たる工区（2階の床面や高架の道路に面する柱を重機で解体する現場）を、『解体キングダム』（NHK総合テレビ）リポーターの田中道子（一級建築士の資格を有する俳優）が2度にわたって取材。2024年10月16日放送分の同番組では、その模様が「路面電車が貫通するビルを解体せよ」というタイトルで日本全国に紹介されている。
2024年10月には精道三川台高等学校の総合科学部の生徒らが解体された建物の往時の姿を150分の1サイズのジオラマにした。

## 脚註
1. ↑  『長崎電気軌道100年史』長崎電気軌道、2016年3月15日、26頁。
2. ↑  “長崎電気軌道”. 2010年12月27日時点のオリジナルよりアーカイブ。2020年1月26日閲覧。
3. ↑  “ANNIVERSARY TOUR 2011 長崎大会結果”.   全日本プロレス. 2011年10月7日時点のオリジナルよりアーカイブ。2020年1月26日閲覧。
4. ↑  長崎西洋館 来年5月末で閉鎖へ コロナ禍でテナント撤退続き 長崎新聞 2022年6月5日閲覧
5. 1 2  「長崎西洋館」解体へ　5月に閉館　JR九州が土地と建物を購入 長崎新聞 2023年10月24日閲覧
6. ↑  来年5月閉鎖「西洋館」長崎電気軌道、売却含め検討　路面電車軌道は維持 長崎新聞 2022年6月5日閲覧
7. ↑  NHK『解体キングダム』「路面電車が貫通するビルを解体せよ」（初回放送日：2024年10月16日）
8. ↑  47NEWS